# Kamatna stopa
Kamata (engl. interest, njem. Zins) je cijena upotrebe tuđih novčanih sredstava. Kamate se izražavaju kao svota koju je dužnik obvezan platiti u nekom vremenu - obično u godini dana.
Kamatna stopa je postotak duga što ga u nekom razdoblju dužnik treba platiti vjerovniku.